# Rift du Saint-Laurent
Pour les articles homonymes, voir Rift et Saint-Laurent.
Au Canada, le rift du Saint-Laurent ou paléo-rift du Saint-Laurent est une zone sismique active de la vallée du Saint-Laurent. Cet ancien rift suit une orientation nord-est/sud-ouest. Il est connecté aux grabens d'Ottawa-Bonnechere et du Saguenay. En son centre se trouve la faille de Logan qui suit la forme linéaire du Saint-Laurent.
Les failles du rift sont très vieilles. Elles furent actives lors du déchirement du supercontinent Rodinia. Cependant, une météorite frappa dans Charlevoix il y a environ 360 millions d'années (créant l'Astroblème de Charlevoix), ce qui affaiblit considérablement le sous-sol du Saint-Laurent. Cela pourrait expliquer la présence de séismes dans la vallée du Saint-Laurent pourtant éloignée des plaques tectoniques.

## Séismes
- Séisme de 1663 dans Charlevoix
- Séisme de 1925 dans Charlevoix-Kamouraska
- Séisme de 1732 à Montréal
- Séisme de 1944 à Cornwall-Massena, à la frontière de l'État de New York, aux États-Unis, et des provinces canadiennes du Québec et de l'Ontario